# Lagoa do Pico Alto
A Lagoa do Pico Alto é uma lagoa portuguesa, localizada na ilha açoriana de São Jorge, arquipélago dos Açores, município de Velas.
Este lençol de água, tal como a Lagoa do Pico da Esperança sua congénere é uma lagoa de pequena dimensão que sofre grandemente a influência da diferença pluviometria entre o Verão e o Inverno. Localiza-se a cerca de 780 metros de altitude, é no entanto de grande importância a biodiversidade que a rodeia dada a variedade de espécies da macaronésia nas suas margens e arredores.